# Костанян, Гаяне
Гаяне Костанян (20 июля 1988, Ереван) — армянская футболистка, нападающая. Выступала за сборную Армении.

## Биография
Начинала взрослую карьеру в клубе «Колледж» (Ереван), с которым неоднократно становилась чемпионкой и обладательницей Кубка Армении. В 2004 году, в 16-летнем возрасте, была признана лучшей футболисткой страны. Затем несколько сезонов провела в ливанском клубе «Оменмен».
В 2012 году перешла в украинский клуб «Нефтехимик» (Калуш), сыграла 12 матчей и забила 8 голов в чемпионате Украины. По итогам сезона стала обладательницей Кубка Украины и серебряным призёром чемпионата страны.
В январе 2013 года перешла в российскую «Кубаночку». За три неполных сезона сыграла 27 матчей и забила 9 голов в высшем дивизионе России. В 2014 году стала финалисткой Кубка России, однако в финальном матче не играла.
В 2015 году выступала в Казахстане за «Кокше», с которым стала бронзовым призёром чемпионата Казахстана и финалисткой национального Кубка.
После окончания игровой карьеры работала детским тренером во Франции[уточнить].
Выступала за молодёжную сборную Армении. С юного возраста также выступала за национальную сборную, в начале 2010-х годов была капитаном команды. В официальных турнирах провела не менее 17 матчей за сборную.